# Будзешовце
Будзешовце (пол. Budzieszowce, нім. Korkenhagen) — село в Польщі, у гміні Машево Голеньовського повіту Західнопоморського воєводства.
Населення — 85 осіб (2011).

## Демографія
Демографічна структура станом на 31 березня 2011 року:
|          | Загалом | Допрацездатний вік | Працездатний вік | Постпрацездатний вік |
| -------- | ------- | ------------------ | ---------------- | -------------------- |
| Чоловіки | 42      | 8                  | 28               | 6                    |
| Жінки    | 43      | 6                  | 27               | 10                   |
| Разом    | 85      | 14                 | 55               | 16                   |